# Молитвино (Московская область)
Молитвино — деревня в Коломенском районе Московской области. Население — 66 чел. (2010).

## Расположение
Деревня Молитвино расположена рядом с городом Коломна, примерно в 7 км от его центра. В 2 км севернее деревни проходит Новорязанское шоссе. Ближайшие населённые пункты — деревни Семибратское и Ворыпаевка. У северной окраины деревни Молитвино протекает река Костёрка.

## Население
| 2002 | 2006 | 2010 |
| ---- | ---- | ---- |
| 81   | ↘73  | ↘66  |

## Улицы
В деревне Молитвино расположены три улицы:
- ул. Весенняя
- ул. Зелёная
- ул. Лесная